# Belitchan
Belitchan (en russe : Беличан) est une commune urbaine russe du raïon de Soussouman de l'oblast de Magadan, dans la région extrême-orientale de la Kolyma. Sa population s'élevait à 0 habitant en 2023.

## Géographie
La commune de Belitchan se situe dans l'oblast de Magadan, un oblast de la Sibérie du nord-est, en Russie extrême-orientale. La localité fait partie de la région de la Kolyma, et du district fédéral d'Extrême-Orient. Elle se trouve dans le raïon de Soussouman, une subdivision de l'oblast.  
Belitchan, comme tout l'oblast de Magadan, se trouve dans le fuseau horaire MSK+8 (heure de Magadan). Le décalage horaire appliqué par rapport au temps universel coordonné est +10:00.

## Démographie
Recensements (*) et estimations de la population :
| 1970* | 1979* | 1989* | 2002 * |
| ----- | ----- | ----- | ------ |
| 1 054 | 1 210 | 1 285 | 32     |

| 2010* | 2021* | 2023 | - |
| ----- | ----- | ---- | - |
| 0     | 0     | 0    | - |